# Copa del Rey
Copa del Rey (v překladu Královský pohár; historicky Copa del Generalísimo) je fotbalová soutěž pořádána Španělským fotbalovým svazem. Je pořádána jako oficiální Španělský fotbalový pohár. Její celý název zní Campeonato de España – Copa de Su Majestad el Rey de Fútbol (v překladu Mistrovství Španělska – Fotbalový pohár Jeho královského Veličenstva).
První ročník soutěže se odehrál v roce 1902. Nejvíc vítězství v poháru má na kontě FC Barcelona a to celkem 32. Vítěz postupuje do boje o superpohár Supercopa de España.

## Historie
První ročník soutěže se odehrál v roce 1902. Účastnilo se ho tehdy celkem pět týmů. Finále se odehrálo na stadionu Hipódromo v Madridu a rozhodčím byl pozdější prezident Realu Madrid Carlos Padrós. Jedním z hlavních cílů podniku byla oslava španělského krále Alfonse XIII. Finále se nakonec odehrálo mezi týmy Club Bizcaya a FC Barcelona, přičemž prvně jmenovaný poměrně překvapivě zvítězil 2-1 a zajistil si své dosud jediné vítězství v soutěži. Až do zimy roku 1928 (kdy byla založena La Liga) byla soutěž hned od druhého ročníku považována za Mistrovství Španělska.
V historii soutěže existuje jedna nejasnost. Tou je otázka, komu patří právo pyšnit se prvenstvím z roku 1902. Na přelomu let 1902 a 1903 se uskutečnilo částečné sloučení tří klubů z baskického Bilbaa. Tyto tři kluby (Bilbao FC, Athletic Club a Club Bizcaya) společně vytvořili klub Athletic Bilbao, který vyhrál soutěž 23×. Athletic Bilbao převzal historii i část hráčů od Bizcaya, dokonce i pohár z roku 1902 je uložen v síni slávy Athletic Bilbao. Situace je to podobná jako u českého klubu Dukla Praha.

## Trofej
Na valné hromadě Španělského fotbalového svazu, která se odehrála 22. prosince 2010 v Seville, bylo rozhodnuto, že originální trofej, která sloužila k dekorování vítězů Copa del Rey, bude na památku vítězství španělské reprezentace na Mistrovství světa ve fotbale 2010 přenesena do síně slávy a nahrazena trofejí novou.
Nová trofej byla vyrobena madridským zlatníkem Federico Alegrem. Je vyrobena ze stříbra, váží 15 kg a je vysoká 75 cm. 21. dubna 2011 se prvním držitelem této trofeje stal Real Madrid, který porazil ve finále Barcelonu. Během pozápasových oslav však byla trofej upuštěna ze střechy autobusu, který vezl hráče ulicemi Madridu. Trofej se rozbila na deset kusů. Viníkem byl zřejmě obránce Sergio Ramos, ten však vinu popírá. Real nechal zhotovit repliku, která je nyní uložena v síni slávy Realu Madrid.

## Vítězové
- 1903:  Athletic Bilbao (1. vítězství)
- 1904:  Athletic Bilbao (2)
- 1905:  Real Madrid (1)
- 1906:  Real Madrid (2)
- 1907:  Real Madrid (3)
- 1908:  Real Madrid (4)
- 1909:  Real Sociedad (1)
- 1910 UEFC:  Athletic Bilbao (3)
- 1910 FEF:  FC Barcelona (1)
- 1911:  Athletic Bilbao (4)
- 1912:  FC Barcelona (2)
- 1913 UEFC:  FC Barcelona (3)
- 1913 FEF:  Real Unión Club (1)
- 1914:  Athletic Bilbao (5)
- 1915:  Athletic Bilbao (6)
- 1916:  Athletic Bilbao (7)
- 1917:  Real Madrid (5)
- 1918:  Real Unión Club (2)
- 1919:  Arenas Club Getxo (1)
- 1920:  FC Barcelona (4)
- 1921:  Athletic Bilbao (8)
- 1922:  FC Barcelona (5)
- 1923:  Athletic Bilbao (9)
- 1924:  Real Unión Club (3)
- 1925:  FC Barcelona (6)
- 1926:  FC Barcelona (7)
- 1927:  Real Unión Club (4)
- 1928:  FC Barcelona (8)
- 1928/1929:  RCD Espanyol (1)
- 1930:  Athletic Bilbao (10)
- 1931:  Athletic Bilbao (11)
- 1932:  Athletic Bilbao (12)
- 1933:  Athletic Bilbao (13)
- 1934:  Real Madrid (6)
- 1934:  FC Sevilla (1)
- 1936:  Real Madrid (7)
- 1937–1938: se nehrálo
- 1939:  FC Sevilla (2)
- 1940:  RCD Espanyol (2)
- 1941:  Valencia CF (1)
- 1942:  FC Barcelona (9)
- 1943:  Athletic Bilbao (14)
- 1944:  Athletic Bilbao (15)
- 1944/1945:  Athletic Bilbao (16)
- 1946:  Real Madrid (8)
- 1947:  Real Madrid (9)
- 1947/1948:  FC Sevilla (3)
- 1948/1949:  Valencia CF (2)
- 1949/1950:  Athletic Bilbao (17)
- 1951:  FC Barcelona (10)
- 1952:  FC Barcelona (11)
- 1952/1953:  FC Barcelona (12)
- 1954:  Valencia CF (3)
- 1954/1955:  Athletic Bilbao (18)
- 1955/1956:  Athletic Bilbao (19)
- 1957:  FC Barcelona (13)
- 1958:  Athletic Bilbao (20)
- 1958/1959:  FC Barcelona (14)
- 1959/1960:  Atlético Madrid (1)
- 1960/1961:  Atlético Madrid (2)
- 1961/1962:  Real Madrid (10)
- 1962/1963:  FC Barcelona (15)
- 1963/1964:  Real Zaragoza (1)
- 1964/1965:  Atlético Madrid (3)
- 1965/1966:  Real Zaragoza (2)
- 1966/1967:  Valencia CF (4)
- 1967/1968:  FC Barcelona (16)
- 1969:  Athletic Bilbao (21)
- 1969/1970:  Real Madrid (11)
- 1970/1971:  FC Barcelona (17)
- 1971/1972:  Atlético Madrid (4)
- 1972/1973:  Athletic Bilbao (22)
- 1973/1974:  Real Madrid (12)
- 1974/1975:  Real Madrid (13)
- 1975/1976:  Atlético Madrid (5)
- 1976/1977:  Real Betis Balompié (1)
- 1977/1978:  FC Barcelona (18)
- 1978/1979:  Valencia CF (5)
- 1979/1980:  Real Madrid (14)
- 1980/1981:  FC Barcelona (19)
- 1981/1982:  Real Madrid (15)
- 1982/1983:  FC Barcelona (20)
- 1983/1984:  Athletic Bilbao (23)
- 1984/1985:  Atlético Madrid (6)
- 1985/1986:  Real Zaragoza (3)
- 1986/1987:  Real Sociedad (2)
- 1987/1988:  FC Barcelona (21)
- 1988/1989:  Real Madrid (16)
- 1989/1990:  FC Barcelona (22)
- 1990/1991:  Atlético Madrid (7)
- 1991/1992:  Atlético Madrid (8)
- 1992/1993:  Real Madrid (17)
- 1993/1994:  Real Zaragoza (4)
- 1994/1995:  Deportivo de La Coruña (1)
- 1995/1996:  Atlético Madrid (9)
- 1996/1997:  FC Barcelona (23)
- 1997/1998:  FC Barcelona (24)
- 1998/1999:  Valencia CF (6)
- 1999/2000:  RCD Espanyol (3)
- 2000/2001:  Real Zaragoza (5)
- 2001/2002:  Deportivo de La Coruña (2)
- 2002/2003:  RCD Mallorca (1)
- 2003/2004:  Real Zaragoza (6)
- 2004/2005:  Real Betis Balompié (2)
- 2005/2006:  RCD Espanyol (4)
- 2006/2007:  FC Sevilla (4)
- 2007/2008:  Valencia CF (7)
- 2008/2009:  FC Barcelona (25)
- 2009/2010:  FC Sevilla (5)
- 2010/2011:  Real Madrid (18)
- 2011/2012:  FC Barcelona (26)
- 2012/2013:  Atlético Madrid (10)
- 2013/2014:  Real Madrid (19)
- 2014/2015:  FC Barcelona (27)
- 2015/2016:  FC Barcelona (28)
- 2016/2017:  FC Barcelona (29)
- 2017/2018:  FC Barcelona (30)
- 2018/2019:  Valencia CF (8)
- 2019/2020:  Real Sociedad (3)
- 2020/2021:  FC Barcelona (31)
- 2021/2022:  Real Betis Balompié (3)
- 2022/2023:  Real Madrid (20)
- 2023/2024:  Athletic Bilbao (24)
- 2024/2025:  FC Barcelona (32)

## Celková statistika
| Vítězové jednotlivých ročníků soutěže |       | |
| Klub                                  | Vítěz | Vítězné ročníky |
| FC Barcelona                          | 32    | 1910 (FEF), 1912, 1913 (UECF), 1920, 1922, 1925, 1926, 1928, 1942, 1951, 1952, 1952/53, 1957, 1958/59, 1962/63, 1967/68, 1970/71, 1977/78, 1980/81, 1982/83, 1987/88, 1989/90, 1996/97, 1997/98, 2008/09, 2011/12, 2014/15, 2015/16, 2016/17, 2017/18, 2020/21, 2024/25 |
| Athletic Club                         | 24    | 1903, 1904, 1910 (UECF), 1911, 1914, 1915, 1916, 1921, 1923, 1930, 1931, 1932, 1933, 1943, 1944, 1944/45, 1949/50, 1955, 1956, 1958, 1969, 1972/73, 1983/84, 2023/2024                                                                                                  |
| Real Madrid                           | 20    | 1905, 1906, 1907, 1908, 1917, 1934, 1936, 1946, 1947, 1961/62, 1969/70, 1973/74, 1974/75, 1979/80, 1981/82, 1988/89, 1992/93, 2010/11, 2013/14, 2022/23 |
| Atlético Madrid                       | 10    | 1959/60, 1960/61, 1964/65, 1971/72, 1975/76, 1984/85, 1990/91, 1991/92, 1995/96, 2012/13 |
| Valencia CF                           | 8     | 1941, 1948/49, 1954, 1966/67, 1978/79, 1998/99, 2007/08, 2018/19 |
| Real Zaragoza                         | 6     | 1963/64, 1965/66, 1985/86, 1993/94, 2000/01, 2003/04 |
| Sevilla FC                            | 5     | 1935, 1939, 1947/48, 2006/07, 2009/10 |
| RCD Espanyol                          | 4     | 1928/29, 1940, 1999/00, 2005/06 |
| Real Unión                            | 3     | 1913 (FEF), 1918, 1924, 1927 |
| Real Sociedad                         | 3     | 1909, 1986/87, 2019/20 |
| Real Betis Balompié                   | 3     | 1976/77, 2004/05, 2021/22 |
| Deportivo de La Coruña                | 2     | 1994/95, 2001/02 |
| Arenas Club de Getxo                  | 1     | 1919 |
| RCD Mallorca                          | 1     | 2002/03 |

Pozn.: Červená hvězda před názvem klubu znamená desítku titulů. Jedna znamená 10–19 finálových vítězství, dvě 20–29 výher ve finále, atd.